# انفيديوس
إنفيديوس (بالانجليزية: Invidious) هو جهة أمامية بديلة حرة ومفتوحة المصدر لموقع يوتيوب .   إنها متاحة كحاوية دوكر ،  أو من فرع غيت هاب الرئيسي.  من المفترض استخدامها كبديل خفيف الوزن و"يحترم الخصوصية" لموقع يوتيوب الرسمي.  تستخدم العديد من برامج إعادة التوجيه للحفاظ على الخصوصية وكذلك عملاء يوتيوب مثيلات انفيديوس.    
لا يستخدم انفيديوس واجهة برمجة تطبيقات يوتيوب الرسمية ولكنه يجمع مقاطع الفيديو والبيانات الوصفية مثل الإعجابات والمشاهدات من موقع الويب .  يتم ذلك عمدًا لتقليل كمية البيانات المشتركة مع جوجل ، ولكن لا يزال بإمكان يوتيوب رؤية عنوان آي بي (توضيح) الخاص بالمستخدم.  تُسمى أداة تجريف الويب بـ واجهة برمجة إنفيديوس للمطورين (بالإنجليزية: Invidious Developer API).  كما يتم استخدامها جزئيًا في التطبيق الحر والمفتوح المصدر، ياتّيّ (بالانجليزية: Yattee). 

## التاريخ
في عام 2020، صرح عمر روث أنه سيتنحى عن المشروع وسيغلق النسخة الرئيسية على invidio.us.  ومع ذلك، لا يزال المشروع مستمرًا ولا تزال هناك مثيلات غير رسمية للخدمة متوفرة. 
في يونيو 2023، تلقى انفيديوس أمرًا بإزالة المحتوى من يوتيوب.   جاء إشعار التوقف والكف في أعقاب "التجارب" الأخيرة التي أجراها موقع يوتيوب لحظر المستخدمين غير المميزين "المستخدمين اللذين لم يشتركو في يوتيوب بريميوم" الذين يستخدمون متصفح ويب يحظر الإعلانات.   قرر مطورو انفيديوس تجاهل الرسالة لأنهم لم يستخدموا واجهة برمجة تطبيقات يوتيوب.  صرح جولز روسكوي من فايس أن موقع يوتيوب لم يكن الوحيد الذي يتخذ إجراءات صارمة، وأشار إلى أن رسوم المطورين الجديدة في ريديت تتسبب في إغلاق مطوري الطرف الثالث .  وفقًا لمجلة دير شبيجل ، "يتم تثبيت انفيديوس على الخوادم، والتي تعمل بعد ذلك كمرايا غير مرخصة لموقع يوتيوب" للسماح للمستخدمين بمشاهدة مقاطع الفيديو "خالية من الإعلانات والتتبع". تم استهداف انفيديوس بواسطة جوجل بسبب كفاحها لسنوات لمنع تنزيل مقاطع الفيديو والموسيقى والوصول غير المنضبط إليها. 

## روابط خارجية
- مثيلات إنفيديوس
- invidious على غيت هاب